# Königliche Wilhelms-Schule

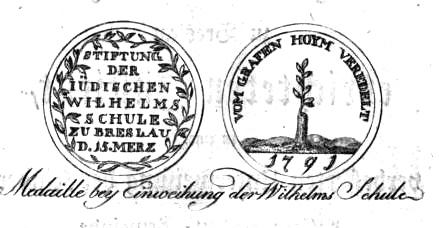
Gedenkmedaille zur Eröffnung der Schule, rechts ein stilisierter Propfreiser „vom Grafen Hoym veredelt“

Die Königliche Wilhelms-Schule (eröffnet am 15. März 1791; durch königliche Verfügung geschlossen am 31. März 1848) war eine jüdische Knabenschule im damals preußischen Breslau.

## Gründung
Die Vorbereitungen gehen auf die von der französischen Aufklärung inspirierte jüdische Reformbewegung zurück, die unter dem Stichwort Haskala bekannt ist und von Moses Mendelssohn, David Friedländer und anderen Vordenkern der Aufklärung im Judentum, Maskilim genannt, angestoßen wurde. Deren Ideen fühlte sich die seit 1780 in Breslau existierende Gesellschaft der Brüder verpflichtet. Der Verein wurde in erster Linie von wohlhabenden, mit einem sogenannten Generalprivilegium ausgestatteten Familien getragen und setzte sich zum Ziel, die Lebenssituation der überwiegend aus Osteuropa eingewanderten rund 2500 Breslauer Juden zu verbessern. Unter ihnen gab es Generalprivilegierte, Privilegierte, sogenannte Stamm-Numeranten und die lebenszeitlich oder temporär Geduldeten, die nach einem gestaffelten System auf diskriminierende Weise besteuert wurden. Zahlreiche kleine oder private Synagogen waren der jeweiligen Herkunft zugeordnet; jedes Amt (Almosenamt, Friedhof, jüdisches Lazarett) hatte eigene Vorsteher. Jeder wissenschaftliche Unterricht war streng verpönt, religiöse Unterweisung fand durch rund 30 Hauslehrer (darunter 17 Polen) in kleinen, privat betriebenen Zimmerschulen statt.
Die angestrebte Reform der Glaubenspraxis sah eine Trennung von Kirche und Staat, Religionslehre mit deutschen und althebräischen Texten, in deutscher, nicht jiddischer Sprache, Modernisierung von Speisegesetzen oder Begräbnisritualen vor. Zu der vorwiegend karitativen und humanitären Zwecksetzung des Vereins gehörte auch, die oft nur jiddisch oder polnisch sprechenden und (vom privaten Religionsunterricht abgesehen) mangelhaft gebildeten Juden mit deutscher Sprache und Kultur vertraut zu machen und zu preußischen Staatsbürgern heranzubilden. Damit ging eine von traditionsorientierten Vertretern der Orthodoxie strikt abgelehnte Akkulturation an die christliche Mehrheitsgesellschaft einher. Vor diesem Hintergrund betrieb die Gesellschaft der Brüder die Einrichtung einer Synagoge und die Gründung einer Schule nach dem Vorbild der in Berlin durch Friedländer und Daniel Itzig gegründeten jüdischen Freischule.
1790 erließ der liberale und für die Anliegen der Juden aufgeschlossene dirigierende Minister von Schlesien, Graf Hoym, ein vom preußischen König Friedrich Wilhelm II. bestätigtes „Reglement für die Verbesserung der bürgerlichen Verhältnisse der Breslauer Juden“, das der Finanzbeamte und Geograph Friedrich Albert Zimmermann (1745–1815) ausgearbeitet hatte. Fortan sollte der Unterschied der Privilegien nur noch als äußerlicher, gleiche Rechten und gleiche Pflichten für alle Gemeindemitglieder gelten. Als vordringlich wurde in § 13 die Einrichtung einer Gemeindeschule verfügt, in der die Kinder nicht nur in jüdischen Religionsbräuchen, sondern auch in Sprachen, Ethik, Mathematik und Naturwissenschaften unterrichtet. Der König genehmigte der Schule einen Vorschuss von 10.000 Talern und gab die Erlaubnis, ihr seinen Namen zu geben, wobei vermutlich aus Pietät für den erst vier Jahre zuvor verstorbenen Friedrich den Großen nur der Vorname Wilhelm Verwendung fand.
Die Schüler sollten, neben der „Anweisung zu einer gründlichern Kenntniß des Deutschen, und der, dem hiesigen jüdischen Handelsmanne so unentbehrlichen pohlnischen Sprache“ Unterricht im Schreiben, Rechnen, Geographie, Naturkunde und im Hebräischen erhalten. Hingegen war zunächst kein Talmud-Unterricht vorgesehen, was den ersten Konflikt mit dem schlesischen Landesrabbiner Isaak Joseph Jonas Fränckel (eigentlich Itzchak Joseph ben Chajim Jonah Teomim, 1721–1793) heraufbeschwor. Zimmermann präzisierte das Edikt von 1790 über die Schule dahingehend, „dass in der Wilhelmsschule keine Schriftgelehrte erzogen, sondern nur ein Begriff: was Talmud sei, und einige Erklärungen darüber, was eigentlich jeder wissen muss, da es ein Hauptbuch ihrer Religion sei, gelehrt werden solle“.

## Schulleitung und Lehrkörper
Im Schulkollegium, das am 28. Januar 1791 zusammentrat, saßen der spätere Syndikus der Gemeinde, Lewin Benjamin Dohm (1754–1825), der mit seinem Vater den Familiennamen des preußischen Reformers Christian Konrad Wilhelm Dohm angenommen hatte, der Arzt und Geburtshelfer Elias Henschel (1755–1839) – beide Gründer der Gesellschaft der Brüder – sowie der Kaufmann Abraham Danziger als gewählte Vertreter. Von Hoym bestimmt wurden der Mediziner Isaak Jeremias Warburg (1757–1818) und Ludwig Gedike (1760–1838), der Bruder des aufgeklärten Pädagogen Friedrich Gedike, Gymnasialprofessor und Aufseher des Seminars für Landschullehrer, der auch als guter Hebraist galt. Vorsitzender des Kollegiums wurde der allseits respektierte Friedrich Albert Zimmermann (1745–1815), der auch als Aufseher der jüdischen Gemeinde und Vermittler ihrer Anliegen zu den Regierungsstellen fungierte. Auch der Dichter und Pädagoge Johann Gottlieb Schummel (1748–1813), der an der Ritterakademie zu Liegnitz lehrte und später Nachfolger Gedikes wurde, wirkte an der Ausarbeitung des Lehrplans mit. Nominell war auch der Landesrabbiner Joseph Jonas Fränckel, der ein Aufweichen seiner Disziplinargewalt in religiösen Fragen durch die Schule befürchtete, am Kollegium beteiligt.
Als Oberlehrer (Direktor) und erster Schulinspektor wurde aus Berlin Joël Löwe (1760–1802) berufen, der einen Kommentar zu Mendelssohns Psalmen-Übersetzung verfasst hatte; zweiter Hauptlehrer war Michael Elkana Engel aus Triest, der ebenfalls den Inspektorentitel erhielt und zugleich die Bibliothek verwalten sollte. Alle weiteren Lehrer wurden zunächst probehalber eingestellt: Aron Freund, der bis zu seinem Ableben im Jahr 1806 angestellt war und deutschen Schreib-, Rechen- und Zeichenunterricht gab; Markus Hirsch Roch (eigentlich Charoch, 1765–1825); Philipp Levin Siphri (1750–1821 oder 1822), der sich den deutschen Lese- und Hebräischunterricht mit Victor Aron Lobethal (um 1845–1813) teilte; Magnus (oder Mayer Bucki) Nathan, der Polnisch unterrichtete; sowie als „Behelfer“ den gebürtigen Breslauer Samuel Abraham Cohn, der als Schreibmeister mit 6 Talern Monatsgehalt eingestellt wurde und schon 1792 in großer Armut verstarb, sodass seine Witwe ein Geldgeschenk erhielt. Zwar hatte das Kollegium nachträglich einen kompetenten Talmudlehrer in dem Unterrabbiner Manus Jakob Herschel gefunden; weil jedoch eine Bestätigung durch den schlesischen Landesrabbiner ausblieb, wurde er nicht berufen. Vom 1. November 1791 an lehrte Philipp Phöbus Vischer den Talmud, doch blieb die Teilnahme fakultativ und für die Eltern, die ihre Kinder hinschicken wollten, kostenpflichtig.
Zu den namhaften Wissenschaftlern, die hier unterrichteten, gehört Eduard Munk aus Glogau, Bruder des in Paris an der Nationalbibliothek beschäftigten Salomon Munk. Er hatte 1827 sein Probejahr an der Wilhelms-Schule abgeleistet und arbeitete, wie viele angestellte Lehrer, zugleich unentgeltlich an der 1801 gegründeten Mädchenschule für Waisenkinder. Die Problematik bei der Suche nach geeignetem Lehrernachwuchs, die auch ein Strukturproblem der jüdischen Schule erkennen lässt, brachte David Friedländer 1802 in einem Brief an den damaligen Direktor auf den Punkt: „Auf der einen Seite haben junge Leute unserer Religion, die sich dem Erziehungsfache widmen, gar keine Aussicht auf ihr Alter; von der anderen werden sie je länger je weniger gesucht. Der orthodoxe Jude will einen Pohlen zum Erzieher, und der nichtorthodoxe Vater schickt seinen Sohn in die christliche Schule, dergestalt, dass der Lehrerstand bey uns durchaus ganz eingehen muss.“

Schul- und Lehrerkollegium der Wilhelmsschule 1799

## Eröffnung
Am 15. März 1791 wurde die Schule im Beisein des Kriegs- und Domänenrates August Gottfried Wilhelm Andreae (1757–1830), des Landesrabbiners Fränckel, der Geistlichen Longinus Anton Jungnitz (1764–1831) für die katholische, Johann Timotheus Hermes für die evangelische Kirche, des Rektors Johann Ephraim Scheibel am Elisabeth-Gymnasium sowie der beiden Schriftsteller Christian Garve und Schummel feierlich eröffnet.
An die Schüler wurden Gedenkmedaillen verteilt, deren Schauseite das Datum der Gründung zeigt. Auf der Rückseite war ein Propfreiser mit einer ehrenden Inschrift für den Grafen Hoym zu sehen.
Nach Ansprachen von Gedike, Zimmermann und den beiden Oberlehrern wurde eine von Samuel Gottlieb Bürde gedichtete und von Johann Adam Hiller vertonte Kantate aufgeführt. Abschließend rezitierte Esther Bernhard, geb. Gad, ein von ihr verfasstes Gedicht, in dem es unter anderem hieß:
Erfüllt die Luft mit Lobgesang

daß nichts als Freud ertöne:

Denn heut erhebt man Euch zum Rang –

der andern Erdensöhne! […]

Und Friedrich Wilhelm winkt ein Ja,

als er vom Wohlthun hörte!

Auch waren brave Lehrer da,

sobald man sie begehrte.

Nun, werdet durch dies Institut

recht gute, weise Männer:

Entsprecht durch Fleiß und Edelmuth

der Absicht Eurer Gönner!

## Unterricht
Bereits am folgenden Tag, dem 16. März 1791, begann für die 120 Schüler, die über sechs Jahre alt sein sollten, der Schulbetrieb. Unter ihnen waren 40 Freischüler, für die übrigen wurde ein nach der Lebenssituation der Eltern gestaffeltes Schulgeld erhoben. Allerdings waren die Eingeschulten, die bisher keine oder nur Winkelschulen besucht hatten, völlig unvorbereitet, weshalb die erste Klasse wegfallen und fürs erste zwei dritte Klassen gebildet werden mussten. Körperstrafen sollten vermieden werden; ungehorsame Knaben mussten auf einem Esel reiten, unruhigen wurden die Füße in einen Block eingeschlossen. Es gab regelmäßige Inspektionen und eine wöchentliche Lehrerkonferenz. Zu den Aufgaben des Behelfers gehörte, an den Unterrichtsstunden teilzunehmen, um Protokoll zu führen oder Hefte zu linieren.
Beim ersten Halbjahrsexamen am 17. und 18. Oktober zeigten sich gute Fortschritte, doch hatten 30 Knaben die Schule wieder verlassen, so dass die zwei Klassenzüge der dritten Klasse wieder vereinigt wurden. Neben dem als unzureichend bewerteten Talmud-Unterricht entzündete sich die Kritik der Orthodoxen daran, dass (wie es die Polizeiverordnung vorsah) zum jüdischen Wochenbeginn (sonntags) kein Unterricht gegeben wurde, was als Anpassung an christliches Brauchtum ausgelegt wurde. Daraufhin wurden einige wenige Stunden an Sonntagen angesetzt. Auch dass die Hebräische Bibel nicht vollständig, sondern nur in Auszügen, das Hebräische mit einer Einführung in die Grammatik als Sprachstudium, nicht zum Auswendiglernen der heiligen Schriften vermittelt wurden, sorgte für Empörung. Selbst der doch noch zustande gekommene Talmud-Unterricht musste Ende April 1793 mangels Beteiligung eingestellt werden. 1796 übernahm Moritz Loewe Schlesinger (1771–1864) dieses Fach, der bis zur Schließung der Schule tätig blieb und mit 96 Jahren verstarb.
Im Direktionskollegium wurde Ludwig Gedike, der einem Ruf nach Bautzen gefolgt war, von Johann Kaspar Manso abgelöst, der am Magdalenen-Gymnasium lehrte und dort 1793 Rektor wurde. Für Benjamin Lewin Dohm, der als Syndikus der Gemeinde und Schwiegersohn des Landesrabbiners wohl den absehbaren Konflikt vermeiden wollte, war der Kaufmann Lipmann Meyer (1730–1814), ein Cousin Rahel Varnhagens, eingetreten.

## Korporationsrecht
1793 verstarb Joseph Jonas Fränckel, und Jesaja Berlin (1725–1799) wurde sein Nachfolger. Ein Rabbiner namens Benjamin Wolff Eger, ein Schwiegersohn Fränckels, hatte die Schule im selben Jahr als „Samen der Boshaften, Verderber der Kinder“ (Jesaja 1, 4) verflucht und wurde nach einer Beschwerde des Schulklollegiums ausgewiesen. Ausbleibende Schulgelder und eine wachsende Anzahl von Freischülern führten im Juni 1793 zu Problemen bei den Gehaltszahlungen der angestellten Lehrer, wobei manche, wie Manso, ganz auf Gehalt verzichteten oder sich mit bescheidenem Entgelt begnügten. Graf Hoym wollte das Ansehen der Schule stärken, indem er den beiden Oberlehrern Professorentitel verlieh und das Halten öffentlicher Vorlesungen erlaubte, überdies wurden Löwe und Wolfssohn zu Zensoren der hebräischen Druckerei in Hoyms Residenz Dyhernfurth ernannt, was erst recht die Traditionalisten empörte und die Druckerei veranlasste, ihre Bücher nicht einzusenden, um den Absatz nicht durch Zensurstempel der als Reformer bekannten Professoren zu gefährden.
Das Schulkollegium beschloss daraufhin, die Finanzverwaltung unter Verweis auf das Edikt von 1790 (§ 13 „Die Unterhaltung der Lehrer muss aus der Gemeinde-Kasse und durch zu entrichtendes Schulgeld geschehen“) der Gemeinde zu überlassen, die über die Fortführung der Schule uneins blieb und kein Defizit übernehmen wollte. Mit Beginn des Koalitionskrieges, den Preußen gegen Frankreich und Polen führte, forderte der Staat sogar das Darlehen von 10.000 Talern zurück, von dem erst ein Fünftel zurückgezahlt war; Oberlehrer Löwe konnte nicht mehr als 750 Taler flüssig machen. Andererseits wurde die Königliche Wilhelms-Schule als Musterschule aufgestellt, als nach der zweiten und dritten Teilung Polens (1793 und 1795) Posen an Preußen fiel. Die wachsenden Probleme der Finanzierung veranlassten Meyer, an den Minister Hoym den folgenden Appell zu richten: „Die hiesige jüdische Schule liegt mir am Herzen, da sie das einzige Mittel ist, die Juden umzuformen, damit sie endlich einmal Teil an aller bürgerlichen Verfassung nehmen können. Allein ihr fehlt es noch an Vestigkeit, und die Kabale sucht tausend Wege, die Anstalt zu vereiteln. Nur eine königliche Confirmation dieser Stiftung und die Verpflichtung von Seiten des Königs, dass die hiesige Judengemeinde jährlich 1800 Thaler zahlen muss […] ist das einzige Mittel, dem Streit ein Ende zu machen.“ Hoym wurde dadurch veranlasst, sich mit einem Bericht über die Schule an den König zu wenden und eine rechtliche Konsolidierung zu erwirken.
Im Schuljahr 1795/96 gab es nur vier Schüler in der ersten (obersten) Klasse. Nach der Thronbesteigung Friedrich Wilhelms III. besserten sich die Verhältnisse insofern, als eine Kabinettsordre am 17. Juli 1798 der Schule die Rechte einer Korporation erteilte und damit den preußischen Realschulen und Gymnasien gleichstellte. Ein Stiftungsurkunde, die Hoym am 31. Oktober 1800 vollzog, legte in § 17 fest, dass die „zum Besten der jüdischen Jugend gestiftete Lehr-Anstalt […] eine zwar zur hiesigen Judenschaft gehörige, jedoch von deren einzelnen Gemein-Angelegenheiten völlig separirte und mit einem eigenthümlichen Vermögen versehene besondere Lehr-Anstalt“ sei, „in welcher, so wie es bei dergleichen milden Stiftungen gesetzlich vorgeschrieben ist, die Breslausche Judenschaft eigenmächtig nicht das Mindeste abändern und am wenigsten über deren Einnahme und Fonds irgend eine nachteilige oder auch nur willkürliche Disposition treffen kann“. In dieser Stiftungsurkunde wurde auch die Gründung einer Mädchenschule verfügt, für die Hoym einen königlichen Zuschuss von 100 Talern in Aussicht stellte. Hierfür wurde die Ehefrau des Lehrers an der Wilhelmsschule Aron Freund konzessioniert; die eigentliche Gründung als Industrie-Schule für arme israelitische Mädchen, zunächst zur Ausbildung der Kinder des jüdischen Waisenhauses, fand 1801 durch den Zeichenlehrer der Wilhelmsschule Tobias Hiller (um 1773–1841) mit Edel Fränckel (1749–1818), Tochter des Landesrabbiner, und der Ehefrau des Syndikus Rebecka Dohm (um 1756–1847), geb. Berliner, statt.
Am 4. März 1801 legte mit August Nathan Friedländer zum ersten Mal ein Jude an der Universität Breslau das Examen als Magister der Philosophie ab, der von 1802 an eine Zeitlang an der Wilhelms-Schule unterrichtete. 1808 war das Schulgebäude in der Graupengasse 11 b mit sechs Lehrstuben versehen, in denen vier Klassen unterrichtet wurden. 1814 verstarb Lipmann Meyer und stiftete ein Legat von 4400 Talern, dessen Zinsen ausschließlich zur Unterhaltung der Wilhelms-Schule dienen sollten. Es musste nach deren Auflösung durch Gerichtsbeschluss dem Lipmann-Meyerschen Fideicomiss zurückerstattet werden.

## Personal- und Finanzkrisen
Manso hatte nach Eintritt in das Kollegium einen neuen Lehrplan entworfen, der nicht mit Elkana Engel abgestimmt war. Dieser nahm daraufhin den Abschied. Als Nachfolger wurde Aron Wolfssohn im Sommer 1792 für ein Jahresgehalt von 300 Reichstalern eingestellt, zuzüglich 20 Reichstalern für die Beaufsichtigung der Bücher- und Instrumentensammlung. 1804 wurde Wolfssohn zum Direktor ernannt und erhielt den Professorentitel. Dem Grafen Hoym, der dies veranlasste, widmete er eine Schrift. Aus gesundheitlichen Gründen legte er 1807 sein Schulamt nieder und kehrte nach Berlin zurück, wo er Hauslehrer bei Jacob Herz Beer und Amalie Beer wurde, unter anderem für deren Söhne Jacob (den späteren Komponisten Giacomo Meyerbeer), den späteren Schriftsteller Michael Beer und den späteren Bankier und Hobby-Astronomen Wilhelm Beer.
Zu Ostern 1807 wurde als Nachfolger Aron Wolfssohns als Oberlehrer und Inspektor Immanuel Moritz Neumann (um 1778–1865) berufen, der dieses Amt für zwei Jahrzehnte innehatte, seit November 1824 auch als Revisor an der Mädchenschule. Neumann war der Sohn des Rabbiners Mosche Lipsker aus Brody und hatte zuvor an der israelitischen Haupt- und Freischule in Dessau gelehrt, wo er moderne Unterrichtsmethoden einsetzte. Über seine Zeit in Breslau heißt es: „Sein deutscher Ausdruck bedurfte noch 1805 der Nachhülfe und Verbesserung durch seine Amtsgenossen.“ Im April 1826 ließ Neumann sich, seine Frau Caroline, geb. Braniss, und seine Söhne (u. a. der spätere Psychiater Heinrich Neumann und der späteren Pastor in Rio de Janeiro Ludwig Neumann) unter Einfluss von Ferdinand Becker und der Londoner Gesellschaft zur Verbreitung des Christenthums evangelisch taufen und nahm den Namen Heinrich Christlieb (später auch Christoph) an. Einer Beschwerde zufolge wurde nach Neumanns Taufe nicht mehr, wie das Statut es vorschrieb, zu Morgen- und Abendgebeten angehalten und angeblich auch das Hebräische vernachlässigt, weshalb Neumann sein Amt niederlegen musste. 1832 wurde Neumann Dozent für Hebräisch an der Breslauer Universität und starb Anfang März 1865. Sein Nachfolger an der Wilhelmsschule wurde Isaak Assur (auch Ascher) Francolm.
Die Affäre um Neumann hatte zur Folge, dass Ende des Jahres 1826 die Leitung, die bisher ein „aus der Gemeinde gewähltes Collegium die Beaufsichtigung und Verwaltung, oft unter großen und Schwierigkeiten und Mühseligkeiten, geführt hatte, dem hiesigen Magistrate zur Verwaltung überwiesen wurde“. 1833 erreichte die Schule mit 134 ihre höchste Schülerzahl; danach nahm der Besuch stetig ab, im Jahr 1844 waren es nur noch 46 Schüler. Oft kamen sie ohne Schreib- und Lesekenntnis in die Schule. In einem Rundschreiben der Jüdischen Gemeinde wurde Ende 1838 Francolm mit der Klage zitiert, die Schulkinder könnten nicht einmal hebräisch lesen; für diesen zur Religionsausübung unerlässlichen Unterricht wurde eine zusätzliche propädeutische, für die Schüler unentgeltliche Religionslehre, auch für Mädchen, eingerichtet. Beiläufig wurde darauf hingewiesen, „daß nicht sämmtliche Knaben unserer Gemeinde die königl. Wilhelms-Schule besuchen“. Im April 1840 war der Kurs mit 102 Schülern eröffnet worden, im Lauf des Jahres kamen 47 Schüler dazu, 44 gingen ab. Zur Feier des fünfzigjährigen Bestehens im Jahr 1841 waren 105 Schüler registriert.
Die Berufung des liberalen Abraham Geiger zum Rabbinatsassessor (Dajan) im Jahr 1840 hatte allerdings erneute Kontroversen zur Folge, da der Oberrabbiner von Breslau Salman Tiktin die Ernennung nicht akzeptierte und jegliche Zusammenarbeit verweigerte. In einer Rede zur Jubiläumsfeier ließ Geiger die Einheit der Gemeinde hochleben: „Bei Erwähnung meines geehrten Collegen und meiner finde ich begründet, daß Synagoge und Schule, Religion und Bildung eng zusammen gehören. Daß Sie unsrer zusammen erwähnen giebt mir die freudige Bürgschaft, daß, so verschieden auch die religiösen Ueberzeugungen im Judenthume sich gestalten mögen, von Allen anerkannt wird, daß Wissenschaft und Durchbildung wesentliche Bedingung ist. […] Möge die Einsicht immer zunehmen, daß nur in freier wissenschaftlicher Entwickelung die Religion gedeihe und lebendig werde; mögen die verschiedenen Ueberzeugungen einander als berechtigt immer mehr anerkennen und die Abweichungen der weitern Entfaltung auf wissenschaftlichem Gebiete zur Ausgleichung überlassen!“
Dennoch wurde Geiger von seinem Rabbinerkollegen als Vertreter der Reform ausgegrenzt und in seiner Arbeit behindert. Weder an Hochzeitsfeierlichkeiten noch an Begräbnissen durfte er teilnehmen. Zu einer Eskalation kam es am 3. April 1842 anlässlich der Beisetzung von Heymann Oppenheimer (geb. 1772, seit 1816 in der Gesellschaft der Brüder), dessen Angehörige Geiger mit der Durchführung der Zeremonie beauftragt hatten. Statt seiner hielt Salman Tiktin die Predigt; eine zweite, von Geiger begonnene Ansprache wurde durch Tiktin-Anhänger niedergebrüllt und vereitelt.

## Schließung
Nach dem Tod Salman Tiktins setzten die Reformer die Wahl Abraham Geigers zum Oberrabbiner durch, doch wurde Tiktins Sohn Gedalja Tiktin von 200 orthodoxen der rund 6000 Gemeindemitglieder zum Rabbiner bestellt. Dies führte eine nachhaltige Spaltung herbei, der letztendlich die Wilhelms-Schule zum Opfer fiel. Der orthodoxe Teil der Gemeinde verweigerte kurzerhand die Gemeindesteuer, bis 1847 Tiktin junior als Rabbiner der Orthodoxen bestätigt wurde. Nachdem schon ein großer Anteil jüdischer Kinder auf christliche Gymnasien entsandt wurden – 1834 waren es 41 %, 1847 schon 70 % – konnte die Schule, deren Kommunalisierung der Magistrat verweigerte, die laufenden Kosten nicht mehr aufbringen. Kraft einer königlichen Verfügung vom 7. März 1848 wurde sie am 31. März 1848 geschlossen. Das Restvermögen des Schulfonds wurde der Gemeinde übergeben, die aus den Zinsen Freistellen für bedürftige jüdische Studierende an christlichen oder städtischen Gymnasien finanzierte. Kraft einer königlichen Verfügung vom 7. März 1848 musste die Königliche Wilhelms-Schule zum 31. März des Jahres schließen. Das ehemalige Gemeindehaus in der Graupengasse 11 b, wo sie untergebracht war, wurde 1901 abgerissen.

## Schulprogramme
Nach einer Mitteilung von Willy Cohn wurden die Schulschriften 1930 im Breslauer Stadtarchiv (Signatur Yu 1512) aufbewahrt. Die älteren Schulschriften werden im Rahmen eines DFG-geförderten Forschungsprojekts des Instituts für die Geschichte der deutschen Juden digitalisiert und im Online-Portal Fachinformationsdienst Jüdische Studien zugänglich gemacht.
- 1808: Nahum neu übersetzt und mit Anmerkungen versehen. Womit zur öffentlichen Prüfung sämmtlicher Classen der Königlichen Wilhelms-Schule auf den 4. und 5. May ehrerbietigst einladet M. Neumann, Oberlehrer und erster Inspector obgedachter Schule. Graß und Barth, Breslau 1808.
- 1810: Immanuel Moritz Neumann: Kurze Uebersicht der Geschichte der Kgl. Wilhelmsschule nebst einigen Bemerkungen über das Verhältnis jüdischer Schulen zu den christlichen als Einleitung in den ausführlichen Plan gedachter Einrichtung.
- 1812: Ein Wort zu seiner Zeit, die neuern Ansichten des Pentateuchs betreffend. Zur Ankündigung der den 15ten und 16ten April zu haltenden, öffentlichen Prüfung sämtlicher Classen der Königlichen Wilhelms-Schule, von J. M. Neumann, Graß und Barth, Breslau, 1812.
- 1815: Vom Gebrauch der Bücher Moses in den jüdischen Schulen und Synagogen, mit Beziehung auf die projectirte Verbesserung des israelitischen Cultus. Zur Ankündigung der den 10. und 11. Oct. 1815 zu haltenden öffentlichen Prüfung sämmtlicher Classen der königl. Wilhelms-Schule von Imm. Mor. Neumann, Oberlehrer gedachter Anstalt. Graß, Barth u. Comp, Breslau 1815
- 1816: Auszug aus den Büchern Mose’s. Für die Schüler der königl. Wilhelms-Schule bearbeitet von J. M. Neumann, Oberlehrer und erstem Inspector der Schule, Graß, Barth u. Comp, Breslau 1816
- 1818: Ansicht des Talmuds von der Lehre Moses nebst einigen Bemerkungen über die Entstehung des Talmuds und seinen Werth als traditionelle Zugabe zum Mosaismus. Zur Ankündigung der den 6. Oktober zu haltenden öffentlichen Prüfung in der Königlichen Wilhelms-Schule von Immanuel Moritz Neumann, Graß, Barth u. Comp., Breslau 1818 (Web-Ressource).
- 1823: Zusammenstellung aller astrognostischen Benennungen im alten Testamente. Viertes Stück. Zur Ankündigung der den 12ten März zu haltenden öffentlichen Prüfung sämmtlicher Klassen der Königl. Wilhelm-Schule von Dr. Immanuel Moritz Neumann, Oberlehrer. Graß, Barth und Comp, Breslau 1823 (Web-Ressource).
- 1835: Die Frühlingsnachtgleiche in Beziehung auf den Kalender. Versuch einer populairen Darstellung aus dem Gebiete der Chronologie. Zur öffentlichen Prüfung sämmtlicher Classen der Königl. Wilhelms-Schule am 26sten und 26sten März ladet ergebenst ein Dr. J. A. Francolm, erster Inspector und Oberlehrer. Wilhelm Gottlieb Korn, Breslau 1835 (Web-Ressource).
- 1836: Ideen zur Geschichte des Judenthums. (Erste Periode.) Zur öffentlichen Prüfung sämmtlicher Classen der Königl. Wilhelms-Schule am 7ten und 8ten März ladet ergebenst ein Dr. J. A. Francolm, erster Inspektor und Oberlehrer. Wilhelm Gottlieb Korn, Breslau 1836 (Web-Ressource).